# Heinz Vieweg
Heinz Vieweg (* 23. Juni 1920 in Dresden) ist ein deutscher Schriftsteller.

## Leben
Von Beruf Funktechniker und Diplomphysiker war Heinz Vieweg ab 1948 Leiter der Station junger Techniker in Königsbrück. Später lebte er als freischaffender Autor in Senzig bei Berlin.
Er schrieb Jugendbücher und Science-Fiction. Darin vermittelt er einen vorwiegend technisch geprägten Zukunftsoptimismus.
Als einer der ersten SF-Autoren der DDR machte Heinz Vieweg aber auch darauf aufmerksam, dass menschliche Grundwerte nicht der Beschleunigung des Fortschritts zum Opfer fallen dürfen.
In seinem ersten Science-Fiction-Roman Ultrasymet bleibt geheim von 1960 geht es um die Entdeckung des Superwerkstoffs Ultrasymet, der aus in der algerischen Wüste gefundenen Kristallen hergestellt werden kann. Ultrasymet ist Stahl weit überlegen und die großen Stahlkonzerne versuchen mit allen Mitteln, die Produktion von Ultrasymet zu verhindern und greifen dabei auch zu Mitteln wie Sabotage und politischer Intrige.

## Bibliografie
- mit (Ehefrau) Charlotte Vieweg: Klaus funkt daneben. Jugendbuch. Neues Leben, Berlin 1953.
- Die dreizehn Stromer. Jugendbuch. Neues Leben, Berlin 1953.
- Ultrasymet bleibt geheim. SF-Roman. Spannend erzählt 15. Neues Leben, Berlin 1955. Auch als: Kompass-Bücherei 18. Neues Leben, Berlin 1960.
- Flucht in die Wüste. Erzählung. Das neue Abenteuer 84. Neues Leben, Berlin 1956.
- Feuer im Labor I. SF-Erzählung. Kleine Jugendreihe 82. Verlag Kultur und Fortschritt, Berlin 1956.
- Die zweite Sonne. SF-Roman. Neue Unterhaltungsreihe. Mitteldeutscher Verlag, Halle (Saale) 1958. Überarbeitete Neuausgabe: Militärverlag, Berlin 1968.
- Die Unsichtbaren. SF-Erzählung. Neue Technik leicht verständlich. VEB Verlag Technik, Berlin 1962.